# 舊辭
舊辭（日语：きゅうじ）乃是日本《記紀》二書的資料來源，記載了天皇、皇族、各氏族相關人物等的故事，惟目前已佚散不傳。

## 概要
年僅28歲、博聞強記的稗田阿禮能口誦《帝紀》、《舊辭》，故太安萬侶奉元明天皇之命紀錄成《古事記》一書，此書序文即寫道「先代舊辭」、「本辭」等字眼。另《日本書紀》卷廿九天武天皇10年3月條亦紀錄著：「平群臣子首，令記定帝紀及『上古諸事』，大島、子首，親執筆以錄焉」。
歷史學家津田左右吉認為「舊辭」即為《記紀》二書中的故事、傳承等部分，《古事記》的故事部分大約寫到武烈天皇後，便轉為天皇系譜的記述；而同樣的情況也發生在《日本書紀》上，大約寫到武烈天皇時由很少包含具體時間的故事，轉變成含有詳細日期時間的紀錄。正因為如此，一般認為以往代代口耳相傳的舊辭故事在6世紀左右就成為系統化的文書紀錄。綜合看來，《帝紀》即是以天皇為中心編寫而成的系譜，《舊辭》則記載了天皇、皇族、各氏族相關人物等的故事。這些材料經過長年累月的沉澱，才變成《記紀》二書的編纂藍本。
此外，亦有學者遠山美都男提出「舊辭」應該是具有一定條件的多數文件的總稱，屬「普通名詞」；「前代的舊辭」及「詔敕的舊辭」則是特定時刻為了特定目的而編寫的書籍，屬「專有名詞」；所以兩者有明確的區別。

## 內部連結
- 帝紀